# Registre national des électeurs
Le Registre national des électeurs est une base de données permanente et continuellement mise à jour par Élections Canada contenant les personnes éligibles à voter à une élection fédérale au Canada. Elle a été établie en décembre 1996 par l'adoption de la loi C-63. Le registre a été créé en avril 1997 avec les données provenant du dernier recensement des électeurs tenu dans l'ensemble du Canada. Il remplace un système qui exigeait un recensement porte-à-porte des électeurs admissibles. Il ne contient que des informations de base sur les électeurs, à savoir nom, adresse, sexe et date de naissance. Un électeur peut s'enregistrer ou mettre à jour ses informations personnelles entre deux élections, ou demander d'être exclu en vertu de la loi électorale du Canada.
Élections Canada a une entente de partage des données avec les administrations fédérale, provinciales, territoriales et municipales, ainsi qu'avec d'autres agences au Canada, de façon à assurer la mise à jour du registre et à permettre à ces autres juridictions de mettre à jour leur propre base de données avec les informations provenant du registre national. L'acquisition de données provenant de tierces parties et le partage avec celles-ci doivent se faire en accord avec la loi électorale du Canada ou des provinces et territoires respectifs. Élections Canada a une entente bilatérale de partage des données avec les agences électorales de chacune des provinces et territoires, à l'exception de la Saskatchewan et du Yukon, dont il peut obtenir des informations mais à qui il ne peut en envoyer.
En combinaison avec la Base nationale de données géographique, le Registre national des électeurs sert à produire des listes préliminaires d'électeurs pour chaque circonscription électorale à chaque élection, qu'elle soit générale ou complémentaire, ainsi que pour tout référendum. Dans chaque circonscription, chacun des candidats reçoit une liste des électeurs de la circonscription, qui est un sous-ensemble du Registre national correspondant aux limites territoriales telles que définies dans la base de données géographiques nationale. Ces données ne peuvent être utilisées qu'à des fins électorales; tout autre usage entraînera des peines sévères, telles une amende, la prison ou les deux. La liste électorale est mise à jour par les divers directeurs de scrutin en fonction des informations reçues durant une campagne électorale, de sorte qu'une liste finale est distribuée le jour du vote.
Entre le moment de sa mise en place et l'élection fédérale canadienne de 2006, le Registre national a permis à Élections Canada d'économiser plus de 100 000 000 $.

## Création
La création d'un registre permanent d'électeurs a été proposée pour la première fois dans les années 1930, mais un tel projet n'a pas été sérieusement envisagé avant les années 1980. En 1989, le Gouvernement du Canada a mis en place une Commission royale sur la réforme électorale et le financement des partis qui a recommandé en 1991 que les listes provinciales soient utilisées pour les élections fédérales. Un groupe de travail, mis sur pied en 1995, a soumis en 1996 son rapport au directeur d'Élections Canada. Celui-ci contenait six conclusions principales:
- un registre national serait financièrement rentable et faisable
- la durée minimale d'une campagne électorale serait réduite de 47 à 36 jours
- les meilleures sources d'information pour la mise à jour du registre seraient les fichiers de l'Agence du revenu du Canada, de Citoyenneté et Immigration Canada, des bureaux de permis de conduire des provinces et territoires, et des registres d'état civil (pour les décès)
- le projet a l'appui des agences provinciales et territoriales
- il serait nécessaire de faire des changements à la loi électorale du Canada et à la loi de l'impôt sur le revenu du Canada
- l'enregistrement des électeurs pour la première élection utilisant le registre national entraînerait le même coût que lors des recensements antérieurs, mais les élections subséquentes verraient une réduction des coûts d'environ 40 000 000 $.

Jusqu'alors, le gouvernement fédéral, à travers Élections Canada, avait la responsabilité de faire en sorte que tout électeur soit dûment enregistré à chaque nouvelle élection. À titre d'exemple, en 1988, cette opération avait nécessité quelque 110 000 agents de recensement pour l'élection fédérale.

## Législation
La loi C-63, par laquelle est créé le registre national des élections, a été votée le 18 décembre 1996. Cette liste permanente des électeurs relève de la responsabilité d'Élections Canada. En avril 1997, cet organisme effectue un recensement porte-à-porte dans tout le Canada afin d'établir le premier registre, qui fut utilisé pour l'élection fédérale en juin suivant.
Ce registre remplace le système de recensement des électeurs qui avait lieu à chaque élection dès l'émission d'un décret appelant aux urnes. L'amendement à la loi électorale a aussi pour effet de réduire la durée minimale d'une campagne électorale, en la faisant passer de 47 à 36 jours, le temps nécessaire à un recensement des électeurs étant considérablement réduit. Cinq provinces adoptent des registres similaires dans les années 1990, à la suite de la Colombie-Britannique, qui en avait un depuis déjà plusieurs années.
L'adoption de cette loi, basée sur les recommandations du groupe de travail, a été facilitée par le consensus entourant la question.

## Changements législatifs
L'amendement à la loi électorale par la loi C-2, adopté le 31 mai 2000, contient 13 articles concernant le registre national des électeurs, soit les articles 44 à 56. L'entretien du registre est mentionné dans l'article 44. L'article 45 stipule que « au plus tard le 15 octobre de chaque année (sauf pendant une période électorale ou lorsqu’un scrutin a été tenu au cours des trois mois précédents), une copie sous forme électronique des listes électorales de la circonscription sera envoyée au député de la circonscription et, sur demande, à chaque parti enregistré y ayant soutenu un candidat lors de la dernière élection». L'article 55 précise que le directeur général des élections « peut conclure des accords avec des organismes provinciaux chargés d’établir des listes électorales, et cela contre contrepartie monétaire ». L'interdiction de tout usage non autorisé du registre national des électeurs est stipulé par l'article 56, qui interdit aussi de fournir de fausses informations aux électeurs.
Un amendement est introduit par la suite pour modifier le type de données recueillies et enregistrées dans le registre national. Le 17 mai 2007, la commissaire à la protection de la vie privée, Jennifer Stoddart se présente devant le comité permanent du Sénat au sujet du projet de loi C-31, Loi modifiant la Loi électorale et dépose une lettre critiquant les changements à la loi électorale. L'un des problèmes est l'inclusion de la date de naissance d'un électeur dans les listes électorales remises aux bureaux de vote le jour de l'élection à l'usage des agents électoraux et des scrutateurs: Stoddart fait valoir que la vérification de l'année de naissance de l'électeur serait suffisante. Le second problème qu'elle soulève est l'inclusion de la date de naissance dans les listes d'électeurs envoyées à chacun des candidats et des partis politiques. Elle soutient que l'inclusion de ces informations dans les listes envoyées aux candidats ne contribuait aucunement à protéger ni à améliorer l'intégrité du processus électoral.
En dépit de cela, le comité de la Chambre des communes recommande l'inclusion de la date de naissance dans la liste des électeurs, considérant que cet élément fournit une protection supplémenraire contre la fraude électorale, particulièrement dans les cas où un électeur se présente à un bureau de vote sans avoir en mains les papiers d'identification requis. Au niveau du comité du Sénat, toutefois, un amendement est apporté aux articles 107(2) et (3) de sorte que « la date de naissance ou le sexe de l’électeur ne figureront pas sur les listes fournies aux candidats ».
La loi C-31 introduit aussi un identifiant unique, distinct du numéro d'assurance sociale, pour chaque électeur inscrit dans le registre national et fait passer du 15 novembre au 15 octobre la date à laquelle les listes doivent être remises au député d'une circonscription électorale.
Une utilisation non autorisée des données contenues dans le registre national des électeurs peut entraîner une amende maximale de 5 000 $ ou un an de prison.

## Partage des données
La loi électorale permet à Élections Canada de synchroniser les données du registre national des électeurs avec des informations provenant de sources externes. Celles-ci peuvent être des agences fédérales et des sociétés de la Couronne, incluant l'Agence du revenu du Canada, Postes Canada (notamment le service national de changement d'adresse), ainsi que Citoyenneté et Immigration Canada. La loi précise aussi que Élections Canada peut obtenir des informations venant d'autres juridictions, comme les bureaux provinciaux et territoriaux d'immatriculation des véhicules et les agences provinciales disposant de listes permanentes d'électeurs.

## Enregistrement des électeurs
Pour être inscrit dans le registre national, un électeur doit avoir atteint l'âge de 18 ans à la date de l'élection qui suit et doit remplir un formulaire attestant de sa citoyenneté canadienne, avec preuve d'identité et adresse de résidence. Lors de son inscription, le système informatique génère de façon aléatoire un identifiant unique associé à l'entrée contenant son nom, son adresse, son sexe et sa date de naissance. Élections Canada envoie une lettre à tout citoyen qui atteint l'âge de 18 ans, expliquant comment s'inscrire dans le registre. Un électeur peut vérifier en ligne s'il est inscrit et, le cas échéant, s'inscrire et mettre à jour son adresse. Il peut aussi demander d'être exclu du registre national des électeurs en vertu de l'article 44(3) de la Loi électorale.
Le registre est mis à jour afin de tenir compte des changements survenus dans la population canadienne : changement d'adresse, atteinte de l'âge de voter, naturalisation, décès. Chaque année, environ 3 000 000 adresses sont modifiées à partir des informations provenant de l'Agence du revenu du Canada, Postes Canada, les bureaux d'immatriculation des véhicules et les agences provinciales pourvues d'un registre d'électeurs. Chaque année, environ 400 000 personnes atteignent l'âge de voter et 200 000 décès sont enregistrés. En outre, quelque 120 000 immigrants acquièrent la nationalité et sont ajoutés au registre à partir d'informations reçues de Citoyenneté et immigration. En tout, cela représente environ 20 % des entrées du registre.
Les informations fournies par un résident à l'Agence du revenu du Canada ne sont partagées avec Élections Canada que si ce dernier y consent. La loi C-31 a introduit un article précisant que le contribuable en question doit être citoyen canadien : avant ce changement, il était possible pour un contribuable de consentir et d'être inclus automatiquement dans la base même s'il n'était pas citoyen.
À l'approche d'une élection fédérale, Élections Canada met en branle un processus de révision exhaustive du registre, qui dure 28 jours à partir du 33e jour précédant l'élection. Chaque circonscription électorale est responsable de la vérification de la liste correspondante. Une « révision ciblée » est effectuée par l'envoi de paires d'agents de révision dans les nouvelles zones résidentielles et les quartiers connus pour une forte mobilité de la population, ainsi que les résidences étudiantes, les foyers pour personnes âgées et les établissements de soin de longue durée. Les électeurs peuvent aussi participer à cette révision en remplissant le formulaire par la poste ou en ligne, en s'adressant au bureau du directeur de scrutin ou en s'enregistrant le jour du vote.

## Registres provinciaux et territoriaux
En l'an 2000, l'Alberta, l'Ontario et le Québec avaient déjà tenu une élection en utilisant un registre permanent d'électeurs, tandis que Terre-Neuve-et-Labrador venaient d'établir le leur et que le Nouveau-Brunswick avait adopté une loi pour en créer un. La Nouvelle-Écosse a eu recours pour la première fois au registre national des électeurs lors de l'élection de 2003.
La loi électorale de la Colombie-Britannique autorise le directeur des élections à enregistrer les électeurs qui sont qualifiés pour voter et à mettre à jour le registre provincial à partir du registre national, sans intervention du citoyen concerné. Le bureau provincial des élections met à jour son registre à partir du registre national tous les six mois. Comme cette province exige six mois de résidence avant qu'un citoyen soit habilité à voter, le registre provincial filtre les mises à jour de façon à exclure les personnes qui ne remplissent pas cette exigence. Avant la synchronisation avec le registre national, la liste provinciale comprenait 71 % des personnes habilitées à voter ; après l'élection provinciale de mai 2005, la première à utiliser le système de synchronisation, ce chiffre était monté à 93 %, faisant passer la base de données de 2 110 000 à 2 820 000 sur un total de 2 980 000 citoyens.

## Vote
Pour une élection générale au plan fédéral, un individu peut voter s'il est citoyen canadien, est âgé d'au moins 18 ans au jour du vote et est dûment enregistré. Cette dernière condition est satisfaite s'il figure dans le registre national, auquel cas Élections Canada lui enverra une carte d'information indiquant les bureaux de vote pour le vote anticipé et celui du jour des élections ; un individu peut aussi s'inscrire indépendamment pour chaque élection en se rendant à un bureau de vote anticipé ou au bureau de scrutin le jour des élections.
Lors de la période de révision, qui commence 33 jours avant une élection et se termine 6 jours avant, un citoyen habilité à voter peut mettre à jour son nom et son adresse au registre national, ajouter son nom et demander la suppression de personnes décédées ou non habilitées à voter. Il peut aussi faire objection au droit de vote d'un individu en remplissant un affidavit auprès du directeur du scrutin entre le jour suivant l'émission du bref d'élection et jusqu'à 14 jours avant l'élection.

## Audit
Un rapport de la vérificatrice générale du Canada de novembre 2005 a conclu que les données contenues dans le registre national des électeurs en mai 2004 couvraient plus de 95 % des électeurs, avec un taux d'exactitude de 81 %.
Selon Élections Canada, entre 1996 et 2008, le registre national des électeurs a permis d'économiser plus de 100 000 000 $. De 2000 à 2005, l'entretien du registre a coûté 19 400 000 $ et a mobilisé 40 employés permanents. Le système canadien a été étudié par d'autres pays, notamment l'Australie, en juin 1999.

## Base nationale de données géographiques
Élections Canada et Statistique Canada ont utilisé le registre national des électeurs pour générer la Base nationale de données géographiques (BNDG), qui contient les noms de rues, les directions et les numéros. Elle a été créée en 1997 et développée de 1998 à 2000, en utilisant les informations sur les routes en provenance d'Élections Canada, les fichiers sur le réseau des rues de Statistique Canada, la Base nationale de données topographiques (BNDT) du Ministère des ressources naturelles et des données de la carte numérique du monde.
La BNDG sert à identifier la circonscription électorale et le bureau de vote correspondant à l'adresse d'un électeur. Une base de données électorales géographiques répertoriant les limites des 308 circonscriptions électorales et celles de quelque 58 000 bureaux de vote est issue de la BNDG pour générer les diverses cartes et autres données géographiques requises.